# Doric
Doric (auch Nordostschottisch) bezeichnet die Dialekte des Scots, wie sie im Nordosten Schottlands gesprochen werden. Sie unterscheiden sich in Aussprache und Vokabular sowohl vom Scots, als auch von anderen Dialektformen des Nordschottischen.

## Sprachgeschichtlicher Ursprung
Sämtliche englische Sprachen entstanden aus dem Altenglischen, welches in vier Hauptdialekte unterteilt wird: Nordhumbrisch, Merzisch (Südhumbrisch), Westsächsisch und Kentisch.
Aus dem Nordhumbrischen entwickelten sich sowohl das Mittelenglisch im Norden Englands, als auch eine frühe Form des Scots. Dieses war im Laufe der Jahrhunderte verschiedensten kulturellen (und damit natürlich auch sprachlichen) Einflüssen ausgesetzt, und aus ihm entwickelte sich das heutige Scots mit seinen Dialekten.

## Doric als Dialekt des Scots
Das Scots ist in vier, respektive fünf, Dialekte zu unterscheiden. Das Inselschottisch, Nordschottisch, Zentralschottisch und Südschottisch, sowie, wenn man es mitzählt, das Ulster Scots in Nordirland und Irland. Jeder dieser Dialekte bezeichnet keine vollkommen einheitliche Sprachform, sondern ist vielmehr eine Zusammenstellung einzelner Dialekte mit ähnlicher Aussprache und/oder Lexik. So ist Doric, das Nordostschottische, eine Untervariante des Nordschottisch und kann selbst noch einmal in verschiedene lokale Variationen unterschieden werden.

## Geographische Verortung
Geographisch betrachtet liegt das Gebiet des Doric nördlich von Stonehaven (24 km südlich von Aberdeen) und östlich der Highland Line bzw. des Moray Firth.
Die Grampian Mountains sind dabei eine natürliche Barriere nach Westen und Süden und damit Ursache für eine sprachliche (Fast-)Isolation der Region.
Das Land im Bereich des Nordostschottischen ist sehr fruchtbar, daher seit Jahrhunderten von Landwirtschaft (und an den Küsten Fischerei) geprägt und es gibt kaum urbane Einflüsse. Dieser Umstand hat, genau wie die Grampians, eine Konservierung der regionalen Sprachvariante begünstigt. Nicht ohne Grund nennt Billy Kay die Region „the heartland of spoken Scots in our day“.

## Linguistische Charakteristika
Bereits das Scots ist bezüglich Phonologie und Vokabular schon vom Britischen Englisch mit RP zu unterscheiden. Doric unterscheidet sich vom Scots und auch von anderen Dialekten des Nordschottischen. Prinzipiell ist eine weitere regionale Differenzierung des Doric möglich und vorhanden, lässt man sie jedoch außer Acht, lassen sich allgemeine phonologische Charakteristika dieses Dialekts bestimmen.
Die phonologischen Charakteristika des Doric werden im Vergleich mit Scots bestimmt und sind nach Veränderungen der Konsonanten und Veränderungen der Vokale zu unterscheiden.

### Veränderungen der Konsonanten
Zum besseren Verständnis befinden sich die tatsächlichen, bzw. gesprochenen Schreibweisen in dreieckigen Klammern; in eckigen Klammern die phonemische Schreibweise; die Beispiele sind folgendermaßen gegeben: Standardschreibung im Scots → lautsprachliche Schreibung des Doric
| Konsonant                 | wird zu     | Beispiele                    |
| ------------------------- | ----------- | ---------------------------- |
| <wh> = [ʍ]; am Wortanfang | <f> = [f]   | what → fat, wheel → feel     |
| <w> = [ʍ]; vor <r>        | <v> = [v]   | wrong → vrong, write → vrite |
| <th> = [ð]; vor <er>      | <d> = [d]   | mither → mider               |
| <kn> = [n]; am Wortanfang | <kn> = [kn] | knee [ni:] → knee [kni:]     |

### Veränderungen der Vokale
Anmerkungen, siehe Abschnitt: Veränderungen der Konsonanten
| Vokal                                    | wird zu      | Beispiele                     |
| ---------------------------------------- | ------------ | ----------------------------- |
| <ui> = [i]                               | <ee> = [i:]  | muin, spuin → meen, speen     |
| <ui> = [i]; nach einem <g> oder <k>      | <wee> = [wi] | guin → gween, schuil → skweel |
| <i> / <ei> / <y> = [ai]; vor Konsonanten | <oy> = [ɔi]  | bide → boyd, tyne → toyn      |
| <a> = [əi]; nach einem <w>               | <y> = [ai]   | wame → wyme                   |
| <ei> = [i]; nach <p> oder <k>            | <y> = [əi]   | speik → spyke, sweit → swyte  |
| <ai> = [e]                               | <ya> = [je]  | naikit → nyakit               |

### Lexikalische Charakteristika
In Bezug auf das Vokabular besitzt jede Region des Scots eigene „Spezialitäten“, so auch das Nordostschottische. Beispiele für Worte, die für das Doric typisch sind, umfassen:
- „dubby“ – „matschig“, „schlammig“
- „to fooge“ – „die Schule schwänzen“
- „hallach“, „hallyrackit“ oder „halliket“ für „aufsässig“, „aufmüpfig“
- „cappie“ – „Eistüte“